# Gran Premio motociclistico di Cecoslovacchia 1980
Il Gran Premio motociclistico di Cecoslovacchia fu il nono e penultimo appuntamento del motomondiale 1980, nonché la 16ª edizione del Gran Premio della Cecoslovacchia valido per il motomondiale.
Si svolse il 17 agosto 1980 a Brno e corsero le classi 125, 250, 350 e sidecar. Giornata quasi trionfale per il pilota tedesco Anton Mang che è riuscito ad ottenere pole position, giro più veloce e vittoria sia in 250 che in 350.
Nella 125 vittoria del pilota francese Guy Bertin e titolo iridato assegnato matematicamente all'italiano Pier Paolo Bianchi; tra i sidecar vince l'equipaggio Rolf Biland-Kurt Waltisperg.

## Classe 350
Grazie alla vittoria nel gran premio, seconda consecutiva dopo quella ottenuta in Gran Bretagna, e al contemporaneo decimo posto ottenuto da Jon Ekerold, il tedesco Anton Mang raggiunge il primo posto ex aequo nella classifica provvisoria stagionale e per l'assegnazione del titolo bisognerà attendere l'ultima gara dell'anno.
Alle sue spalle sul podio arrivano il francese Jean-François Baldé e l'australiano Jeffrey Sayle.

### Arrivati al traguardo
| Pos. | Pilota              | Moto             | Tempo    | Griglia | Punti |
| ---- | ------------------- | ---------------- | -------- | ------- | ----- |
| 1    | Anton Mang          | Krauser-Kawasaki | 49'00"7  | 1       | 15    |
| 2    | Jean-François Baldé | Kawasaki         | 49'55"2  | 4       | 12    |
| 3    | Jeffrey Sayle       | Yamaha           | 50'07"9  | 19      | 10    |
| 4    | Jacques Cornu       | Yamaha           | 50'08"2  | 9       | 8     |
| 5    | Jacques Bolle       | Yamaha           | 50'16"2  | 8       | 6     |
| 6    | Tony Head           | Yamaha           | 50'43"2  | 10      | 5     |
| 7    | Loris Reggiani      | Bimota-Yamaha    | 50'51"0  | 29      | 4     |
| 8    | Massimo Matteoni    | Bimota-Yamaha    | 50'51"3  | 23      | 3     |
| 9    | Carlos Lavado       | Bimota-Yamaha    | 50'56"4  | 24      | 2     |
| 10   | Jon Ekerold         | Bimota-Yamaha    | 50'56"7  | 2       | 1     |
| 11   | Éric Saul           | Bimota-Yamaha    | 51'07"2  | 6       |       |
| 12   | Ernst Fagerer       | Yamaha           | 51'08"7  | 18      |       |
| 13   | Eero Hyvärinen      | Yamaha           | 51'13"1  | 20      |       |
| 14   | Graeme McGregor     | Yamaha           | 51'13"5  | 22      |       |
| 15   | Siegfried Minich    | Yamaha           | 51'18"49 | 11      |       |
| 16   | Roland Kopf         | Yamaha           | 51'47"3  | 30      |       |
| 17   | Yoshimasa Matsumoto | Yamaha           | 51'58"8  | 31      |       |
| 18   | René Delaby         | Yamaha           | 52'23"44 | 17      |       |
| 19   | Murray Sayle        | Yamaha           | 52'43"8  | 34      |       |
| 20   | Reino Eskelinen     | Yamaha           | 52'45"2  | 32      |       |
| 21   | Armand Gras         | Yamaha           | 52'50"2  | 40      |       |
| 22   | Didier de Radiguès  | Yamaha           | +1 giro  | 38      |       |
| 23   | Alain Röthlisberger | Yamaha           | +2 giri  | 28      |       |

### Ritirati
| Pilota          | Moto             | Motivo | Griglia |
| --------------- | ---------------- | ------ | ------- |
| Walter Villa    | Adriatica-Yamaha |        | 7       |
| Johnny Cecotto  | Bimota-Yamaha    |        | 3       |
| Pekka Nurmi     | Yamaha           |        | 15      |
| János Drapál    | Yamaha           |        | 14      |
| Roland Freymond | Bimota-Yamaha    |        | 5       |
| Gustav Reiner   | Yamaha           |        | 21      |
| Thierry Espié   | Bimota-Yamaha    |        | 12      |
| Reinhold Roth   | Yamaha           |        | 25      |
| Chas Mortimer   | Yamaha           |        | 35      |
| Keith Huewen    | Yamaha           |        | 27      |
| Bohumil Staša   | Yamaha           |        | 33      |
| Tony Rogers     | Yamaha           |        | 39      |
| Edi Stöllinger  | Kawasaki         |        | 26      |
| Hervé Guilleux  | BUT              |        | 37      |
| Peter Balaz     | Yamaha           |        | 36      |

## Classe 250
Con il titolo già assegnato matematicamente da due gare, il nuovo campione mondiale Anton Mang ha ottenuto anche la quarta vittoria stagionale, precedendo sul traguardo il sudafricano Kork Ballington e il francese Jean-François Baldé.

### Arrivati al traguardo
| Pos. | Pilota                       | Moto             | Tempo   | Griglia | Punti |
| ---- | ---------------------------- | ---------------- | ------- | ------- | ----- |
| 1    | Anton Mang                   | Krauser-Kawasaki | 43'01"0 | 1       | 15    |
| 2    | Kork Ballington              | Kawasaki         | 43'20"5 | 2       | 12    |
| 3    | Jean-François Baldé          | Kawasaki         | 43'48"5 | 4       | 10    |
| 4    | Roland Freymond              | Ad Maiora        | 43'49"3 | 8       | 8     |
| 5    | Hans Müller                  | Yamaha           | 44'14"6 | 3       | 6     |
| 6    | Thierry Espié                | Yamaha           | 44'15"0 | 10      | 5     |
| 7    | Edi Stöllinger               | Kawasaki         | 44'15"5 | 13      | 4     |
| 8    | André Gouin                  | Yamaha           | 44'16"0 | 18      | 3     |
| 9    | Walter Villa                 | Yamaha           | 44'16"5 | 17      | 2     |
| 10   | Jean-Louis Tournadre         | Yamaha           | 44'30"6 | 15      | 1     |
| 11   | Jean-Marc Toffolo            | Yamaha           | 44'31"1 | 6       |       |
| 12   | Chas Mortimer                | Cotton-Rotax     | 44'35"6 | 28      |       |
| 13   | René Delaby                  | Yamaha           | 44'40"0 | 22      |       |
| 14   | Siegfried Minich             | Yamaha           | 44'40"6 | 23      |       |
| 15   | Jean-Louis Guignabodet       | Kawasaki         | 44'41"7 | 27      |       |
| 16   | Alain Béraud                 | Yamaha           | 44'46"5 | 11      |       |
| 17   | Eero Hyvärinen               | Yamaha           | 45'09"2 | 24      |       |
| 18   | Stefan Klabacher             | Kawasaki         | 45'10"1 | 29      |       |
| 19   | Roland Kopf                  | Yamaha           | 45'11"0 | 34      |       |
| 20   | Tony Head                    | Yamaha           | 45'16"6 | 30      |       |
| 21   | Jean-Jacques Peyre           | Yamaha           | 45'18"2 | 31      |       |
| 22   | Klaas Hernamdt               | Yamaha           | 45'32"3 | 36      |       |
| 23   | Olivier Liegeois             | Yamaha           | 45'51"2 | 32      |       |
| 24   | Bruno Lüscher                | Yamaha           | 45'56"1 | 25      |       |
| 25   | Thierry Laurens              | Yamaha           | 46'04"8 | 37      |       |
| 26   | Guy Batesti                  | Yamaha           | 46'16"3 | 39      |       |
| 27   | Fernando González de Nicolás | Yamaha           | +1 giro | 40      |       |

### Ritirati
| Pilota              | Moto      | Motivo | Griglia |
| ------------------- | --------- | ------ | ------- |
| Pierre Tocco        | Yamaha    |        | 35      |
| Bernard Gatti       | Yamaha    |        | 33      |
| Reinhold Roth       | Yamaha    |        | 26      |
| Karl-Thomas Grässel | Yamaha    |        | 21      |
| Guy Bertin          | MBA       |        | 5       |
| Sauro Pazzaglia     | Ad Maiora |        | 7       |
| Paolo Ferretti      | Yamaha    |        | 14      |
| Pekka Nurmi         | Yamaha    |        | 12      |
| Éric Saul           | Yamaha    |        | 16      |
| Wolfgang von Muralt | Yamaha    |        | 38      |
| Carlos Lavado       | Yamaha    |        | 19      |
| Jacques Cornu       | Yamaha    |        | 9       |
| Bruno Kneubühler    | Yamaha    |        | 20      |

## Classe 125
Grazie al ritiro dello spagnolo Ángel Nieto, al pilota italiano Pier Paolo Bianchi è bastato il quinto posto in gara per raggiungere la matematica certezza del titolo iridato della categoria. Nella gara si è imposto il francese Guy Bertin che ha preceduto l'italiano Maurizio Massimiani (appena ingaggiato dalla Minarelli) e l'austriaco Hans Müller.

### Arrivati al traguardo
| Pos. | Pilota                       | Moto       | Tempo   | Griglia | Punti |
| ---- | ---------------------------- | ---------- | ------- | ------- | ----- |
| 1    | Guy Bertin                   | Motobécane | 46'00"5 | 4       | 15    |
| 2    | Maurizio Massimiani          | Minarelli  | 46'00"6 | 3       | 12    |
| 3    | Hans Müller                  | MBA        | 46'07"2 | 2       | 10    |
| 4    | Bruno Kneubühler             | MBA        | 46'09"9 | 5       | 8     |
| 5    | Pier Paolo Bianchi           | MBA        | 46'36"1 | 6       | 6     |
| 6    | János Drapál                 | Morbidelli | 46'36"6 | 10      | 5     |
| 7    | Harald Bartol                | MBA        | 46'49"3 | 9       | 4     |
| 8    | Ivan Palazzese               | MBA        | 47'05"5 | 8       | 3     |
| 9    | Rolf Blatter                 | MBA        | 47'15"0 | 17      | 2     |
| 10   | Stefan Dörflinger            | Morbidelli | 47'30"0 | 11      | 1     |
| 11   | Walter Koschine              | MBA        | 47'36"3 | 13      |       |
| 12   | Michel Galbit                | MBA        | 48'06"3 | 21      |       |
| 13   | Hans-Jürgen Hummel           | MBA        | 48'09"5 | 23      |       |
| 14   | Martin van Soest             | MBA        | 48'10"1 | 24      |       |
| 15   | Fernando González de Nicolás | MBA        | 48'45"8 | 32      |       |
| 16   | Alfred Waibel                | MBA        | 48'46"1 | 22      |       |
| 17   | Hagen Klein                  | Hess       | 48'53"1 | 18      |       |
| 18   | Chris Baert                  | MBA        | 48'54"2 | 35      |       |
| 19   | Johnny Wickström             | Morbidelli | 48'56"2 | 25      |       |
| 20   | Per-Edvard Carlsson          | MBA        | 48'59"6 | 29      |       |
| 21   | Stefan Janssen               | Morbidelli | 49'18"3 | 20      |       |
| 22   | Italo Zerbini                | MBA        | 49'22"4 | 34      |       |
| 23   | René Rénier                  | MBA        | 49'23"2 | 33      |       |
| 24   | Gerhard Waibel               | MBA        | 50'17"5 | 19      |       |
| 25   | Alojz Pavlič                 | MBA        | +1 giro | 37      |       |
| 26   | Zbynek Havdra                | MBA        | +1 giro | 36      |       |
| 27   | Wolfgang Glawaty             | Rora       | +1 giro | 39      |       |
| 28   | Paolo Santorini              | MBA        | +3 giri | 38      |       |

### Ritirati
| Pilota             | Moto       | Motivo | Griglia |
| ------------------ | ---------- | ------ | ------- |
| Peter Looijesteijn | MBA        |        | 26      |
| Patrick Hérouard   | MBA        |        | 31      |
| Ángel Nieto        | Minarelli  |        | 1       |
| Rino Zuliani       | MBA        |        | 12      |
| August Auinger     | MBA        |        | 15      |
| Guillermo Perez    | MBA        |        | 30      |
| Peter Balaz        | MBA        |        | 14      |
| Loris Reggiani     | Minarelli  |        | 7       |
| Jean-Claude Selini | MBA        |        | 28      |
| Ernst Fagerer      | MBA        |        | 16      |
| Zdenêk Zidlik      | Morbidelli |        | 40      |
| Reiner Koster      | MBA        |        | 27      |

## Classe sidecar
Alla penultima gara stagionale, Jock Taylor e Benga Johansson sono già matematicamente campioni, qui però sono costretti al ritiro nelle prime fasi da un problema meccanico. Anche l'equipaggio Alain Michel-Michael Burkhard, che aveva ottenuto la pole position, perde posizioni alla partenza e deve rimontare. La vittoria va, per la terza volta quest'anno, agli svizzeri Rolf Biland-Kurt Waltisperg; dietro di loro Michel precede al traguardo Bruno Holzer-Karl Meierhans
.

### Arrivati al traguardo (posizioni a punti)[3]
| Pos | Pilota           | Passeggero         | Moto          | Tempo    | Punti |
| --- | ---------------- | ------------------ | ------------- | -------- | ----- |
| 1   | Rolf Biland      | Kurt Waltisperg    | LCR-Yamaha    | 43'31"99 | 15    |
| 2   | Alain Michel     | Michael Burkhard   | Seymaz-Yamaha | 44'10"77 | 12    |
| 3   | Bruno Holzer     | Karl Meierhans     | LCR-Yamaha    | 44'16"12 | 10    |
| 4   | Egbert Streuer   | Johan van der Kaap | LCR-Yamaha    | 44'16"62 | 8     |
| 5   | Werner Schwärzel | Andreas Huber      | ?-Yamaha      | 44'20"22 | 6     |
| 6   | Michel Vanneste  | Serge Vanneste     | Busch-Suzuki  | 45'03"65 | 5     |
| 7   | Trevor Ireson    | Clive Pollington   | ?-Yamaha      |          | 4     |
| 8   | Peter Campbell   | Dick Goodwin       | ?-Yamaha      |          | 3     |
| 9   | George O'Dell    | Bill Boldison      | ?-Yamaha      |          | 2     |
| 10  | Masato Kumano    | Neil Oxley         | Kumano-Yamaha |          | 1     |